# Kuollut kävelee
Kuollut kävelee è il quinto EP della band heavy metal finlandese Kotiteollisuus, pubblicato il 25 novembre 2009. È stato pubblicato in edizione limitata di 5000 copie.
Contiene anche un DVD con i video delle canzoni:
Mahtisanat
Taivas tippuu
Pää kylmänä
Taivaankaunis
Sul retro dell'album le tracce 2 e 3 sono invertite.

## Tracce
Musiche di Jouni Hynynen, Janne Hongisto, Jari Sinkkonen.
1. Loveen langennut (single edit) – 4:40
2. Poissaolevalle ystävälle – 5:45
3. Jäälintu – 6:22
4. Hunninkolla (Eppu Normaali cover) – 4:56
5. Isä meidän (live) – 3:28
6. Ukko perkele (live) – 4:56
7. Minä olen (live) – 5:09
8. Satu peikoista (live) – 9:29

Durata totale: 44:45

## Formazione
Jouni Hynynen - voce, chitarra

Janne Hongisto - basso

Jari Sinkkonen - batteria